# Rugosa
L'ordine dei Rugosa o dei tetracoralli è un ordine estinto di coralli vissuto esclusivamente nell'era Paleozoica, abbondanti nell'Ordoviciano fino al tardo Permiano.
Fanno parte del phylum Cnidaria (o Coelentarata) e possono essere solitari o aggregati in colonie. La denominazione "rugosa" riferisce l'aspetto della teca esterna.

## Caratteristiche

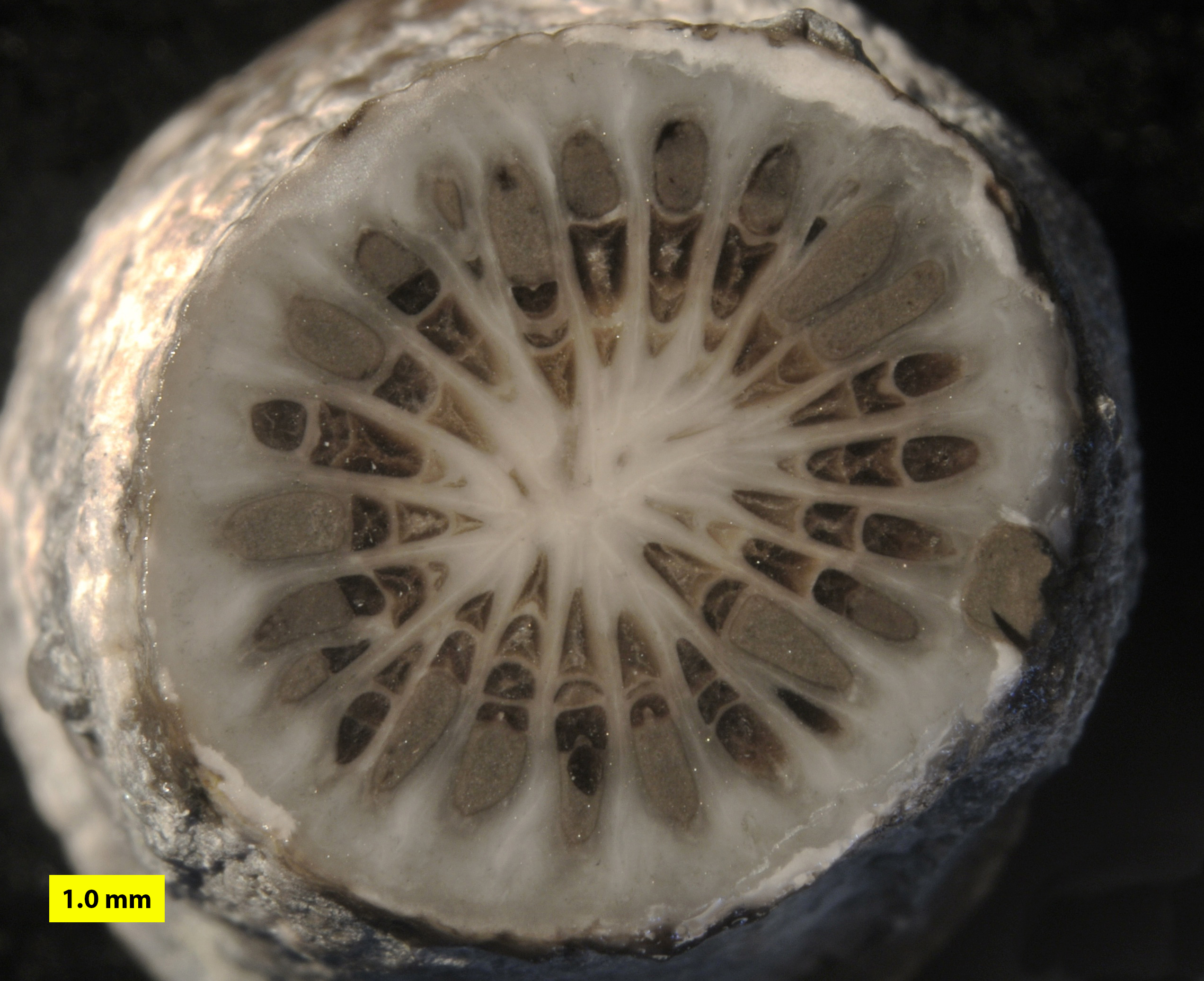
Stereolasma rectum.

Questi celenterati presentavano un proprio scheletro con parete, detta muraglia, da cui si dipartivano verso il centro delle lame raggiate, dette comunemente setti. Dallo studio degli esemplari fossili risulta che un individuo adulto presentava un setto cardinale che, con il setto opposto, formava il piano di simmetria e due setti laterali, detti anche metasetti. L'insieme di questi quattro setti primari determinava la disposizione tetramerale, loro caratteristica peculiare.

## Riproduzione
Il tipo di riproduzione ipotizzato di questi animali era quello agamico, per gemmazione, ovvero asessualmente, per analogia con quanto avviene con gli esacoralli.

## Distribuzione

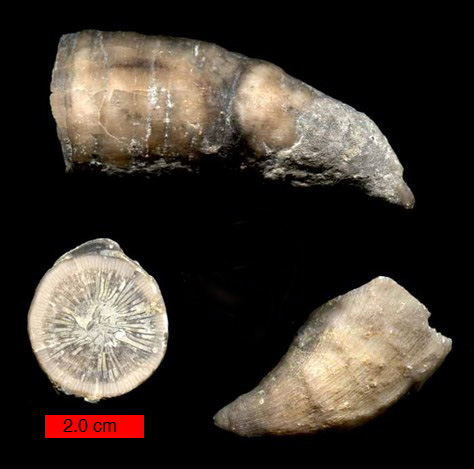
Fossile di Grewingkia.

I primi fossili rinvenuti risalgono all'Ordoviciano inferiore ed ebbero il massimo sviluppo nel Siluriano superiore e nel Devoniano, quando costituiscono vere e proprie barriere coralline e contribuiscono significativamente all'espansione delle comunità di piattaforma carbonatica; dopo questo periodo, si avviarono ad una lenta scomparsa, avvenuta alla fine del Permiano. Una specie molto nota di tetracorallo, vissuta nel Devoniano medio, è Calceola sandalina, così chiamata per la sua forma a sandalo profondo; alla chiusura provvedeva un opercolo semicircolare, articolato mediante una cerniera.